# Акопов, Погос Семёнович
Пого́с Семёнович Ако́пов (род. 10 августа 1926, с. Квемо Схвилиси, Ахалцихский уезд, ССРГ, ЗСФСР, СССР) — советский дипломат. Чрезвычайный и полномочный посол (11 апреля 1983), почётный член Императорского православного палестинского общества.

## Биография
В 1951 году окончил Московский государственный экономический институт, работал в экономических учреждениях центральных государственных организаций на различных должностях.
- В 1951—1953 годах — экономист, старший экономист Отдела материальных фондов союзных республик Госснаба СССР.
- В 1955—1957 годах — начальник сектора Отдела планирования хозяйства союзных республик Госэкономкомиссии Госснаба СССР.
- В 1957—1960 годах — слушатель Высшей дипломатической школы МИД СССР.

Окончил Высшую дипломатическую школу МИД СССР (1960). С того же года на дипломатической службе, работал более 15 лет в советском посольстве в Египте, где прошёл путь от третьего секретаря до временного поверенного, работал в центральном аппарате МИД СССР, зам. зав. отделом стран Ближнего Востока, был послом в Кувейте (1983—1986), Ливии (1986—1991). Участвовал в работе ряда международных конференций, был членом советской правительственной делегации на переговорах на высшем уровне с арабскими и другими странами. Является одним из организаторов Международной внешнеполитической ассоциации, избран её вице-президентом, редактор единственного в России журнала на арабском языке «Биль-Амаль» («С надеждой»), заместитель председателя Совета Ассоциации дипломатических работников, вице-президент общества «Россия-Египет».
- В 1960—1965 годах — третий секретарь, второй секретарь Посольства СССР в Объединённой Арабской Республике.
- В 1965—1968 годах — второй секретарь, первый секретарь Отдела стран Ближнего Востока МИД СССР.
- В 1968—1973 годах — советник Посольства СССР в Объединённой Арабской Республике.
- В 1973—1977 годах — советник-посланник Посольства СССР в Египте.
- В 1977—1983 годах — заместитель заведующего Отдела стран Ближнего Востока МИД СССР.
- С 29 апреля 1983 по 1986 год — чрезвычайный и полномочный посол СССР в Кувейте.
- С 19 сентября 1986 по 18 марта 1991 года — чрезвычайный и полномочный посол СССР в Ливии.

С 1993 года — в отставке.
В 1991—1994 годах в качестве личного представителя глав государств Армении и Грузии посетил ряд арабских стран и провёл успешно переговоры об установлении дипломатических отношений. Является членом Совета по работе неправительственных организаций Государственной Думы Федерального Собрания Российской Федерации. Возглавляет Ассоциацию российских дипломатов.

## Семья
Сын — Сергей Акопов (род. 1954), чрезвычайный и полномочный посол Российской Федерации в Бразилии и Суринаме.

## Награды
- Орден Трудового Красного Знамени (1986).
- Орден «Знак Почёта» (1975).
- Медаль «В ознаменование 100-летия со дня рождения Владимира Ильича Ленина».
- Медаль «В память 850-летия Москвы».
- Юбилейная медаль «50 лет Победы в Великой Отечественной войне 1941—1945 гг.».
- Юбилейная медаль «60 лет Победы в Великой Отечественной войне 1941—1945 гг.».
- Юбилейная медаль «65 лет Победы в Великой Отечественной войне 1941—1945 гг.».
- Юбилейная медаль «70 лет Победы в Великой Отечественной войне 1941—1945 гг.».
- Медаль «200 лет МИД России».
- Медаль «200 лет Консульской службе МИД России».
- Заслуженный работник дипломатической службы Российской Федерации (2006).
- Почётный работник Министерства иностранных дел Российской Федерации.
- Почётная грамота Президиума Верховного совета РСФСР (1976).